# Пастушеская труба
Пастушеская труба — 1) общее название разновидностей русских народных мундштучных деревянных духовых музыкальных инструментов; 2) русский народный мундштучный деревянный духовой музыкальный инструмент.

## Конструкция
Пастушеская труба состояла из прямого ствола, постепенно увеличивающаяся к раструбу. Средняя длина музыкального инструмента составляла 50—90, а также 150—200 см, диаметр мундштука 1,2—1,5 см, раструба 10—12 см. Раструб не широкий.

## Изготовление
Пастушеские трубы изготавливали как из жести, так и из дерева, используя технологию продольного раскола (если из дерева). После изготовления (из дерева) трубу оплетали либо берёстой, либо корой ивы. Техника продольного раскола, использовавшаяся для изготовления данной формы инструментов, была сильно cложной.

## Использование
Пастушеская труба использовалась для подачи сигналов в виде наигрышей, построенные в натуральном звукоряде.